# Лиляче
Лиляче (болг. Лиляче) — село в Болгарии. Находится в Врачанской области, входит в общину Враца. Население составляет 1 287 человек.

## Политическая ситуация
В местном кметстве Лиляче, в состав которого входит Лиляче, должность кмета (старосты) исполняет Цветослав Йорданов Цветков (Болгарская социалистическая партия (БСП)) по результатам выборов правления кметства.
Кмет (мэр) общины Враца — Тотю Младенов Младенов (Граждане за европейское развитие Болгарии (ГЕРБ)) по результатам выборов в правление общины.